# Asteia vietnamensis
Asteia vietnamensis är en tvåvingeart som beskrevs av Papp 1974. Asteia vietnamensis ingår i släktet Asteia och familjen smalvingeflugor.
Artens utbredningsområde är Vietnam. Inga underarter finns listade i Catalogue of Life.